# Wereldbeker schaatsen 2004/2005
De World Cup (Wereldbeker) is een internationale schaatscompetitie van de ISU, georganiseerd sinds de winter van 1985/86. De World Cup bestaat uit een aantal schaatswedstrijden op verschillende afstanden die in de winterperiode worden gehouden op verschillende schaatsbanen. Per World Cup wedstrijd kan een schaatser punten verdienen en aan het eind van de cyclus is de winnaar die schaatser die in het eindklassement bovenaan staat.

## Kalender
| Plaats          | Datum               | 100m | 500m | 1000m | 1500m | 3k/5k | 5k/10k | Ploegenachtervolging |
| --------------- | ------------------- | ---- | ---- | ----- | ----- | ----- | ------ | -------------------- |
| Hamar           | 13-14 november 2004 |      |      |       | 1x    | 1x    |        | 1x                   |
| Berlijn         | 20-21 november 2004 |      |      |       | 1x    | 1x    |        | 1x                   |
| Heerenveen      | 27-28 november 2004 |      |      |       | 1x    |       | 1x     |                      |
| Nagano          | 4-5 december 2004   |      | 2x   | 2x    |       |       |        |                      |
| Harbin          | 11-12 december 2004 | 1x   | 2x   | 2x    |       |       |        |                      |
| Calgary         | 14-15 januari 2005  |      | 2x   | 2x    |       |       |        |                      |
| Baselga di Pinè | 29-30 januari 2005  |      |      |       | 1x    | 1x    |        | 1x                   |
| Erfurt          | 12-13 februari 2005 | 1x   | 2x   | 2x    |       |       |        |                      |
| Heerenveen      | 18-20 februari 2005 | 1x   | 2x   | 1x    | 1x    | 1x    | 1x     |                      |

## Resultaten mannen
| afstand              | Goud               | Zilver          | Brons            |
| -------------------- | ------------------ | --------------- | ---------------- |
| 100 m                | Yu Fengtong        | Yuya Oikawa     | Mark Nielsen     |
| 500 m                | Jeremy Wotherspoon | Joji Kato       | Dmitri Lobkov    |
| 1000 m               | Erben Wennemars    | Beorn Nijenhuis | Gerard van Velde |
| 1500 m               | Mark Tuitert       | Erben Wennemars | Beorn Nijenhuis  |
| 5&10 km              | Øystein Grødum     | Bob de Jong     | Gianni Romme     |
| Ploegenachtervolging | Italië             | Polen           | Nederland        |

## Resultaten vrouwen
| afstand              | Goud              | Zilver             | Brons              |
| -------------------- | ----------------- | ------------------ | ------------------ |
| 100 m                | Sayuri Osuga      | Jenny Wolf         | Xing Aihua         |
| 500 m                | Wang Manli        | Tomomi Okazaki     | Anzjelika Kotjoega |
| 1000 m               | Chiara Simionato  | Marianne Timmer    | Anzjelika Kotjoega |
| 1500 m               | Cindy Klassen     | Jennifer Rodriguez | Anni Friesinger    |
| 3&5 km               | Claudia Pechstein | Renate Groenewold  | Gretha Smit        |
| Ploegenachtervolging | Japan             | Canada             | Nederland          |

1985/1986 · 
1986/1987 · 
1987/1988 · 
1988/1989 · 
1989/1990 · 
1990/1991 · 
1991/1992 · 
1992/1993 · 
1993/1994 · 
1994/1995 · 
1995/1996 · 
1996/1997 · 
1997/1998 · 
1998/1999 · 
1999/2000 · 
2000/2001 · 
2001/2002 · 
2002/2003 · 
2003/2004 · 
2004/2005 · 
2005/2006 · 
2006/2007 · 
2007/2008 · 
2008/2009 · 
2009/2010 · 
2010/2011 · 
2011/2012 · 
2012/2013 · 
2013/2014 · 
2014/2015 ·
2015/2016 ·
2016/2017 ·
2017/2018 ·
2018/2019 ·
2019/2020 ·
2020/2021 ·
2021/2022 ·
2022/2023 ·
2023/2024 ·
2024/2025
Alpineskiën ·
Biatlon ·
Bobsleeën ·
Freestyleskiën ·
Langlaufen ·
Noordse combinatie ·
Rodelen ·
Schaatsen ·
Schansspringen ·
Shorttrack ·
Skeleton ·
Snowboarden